# Distinctive Ring Pattern Detection
DRPD (ang. Distinctive Ring Pattern Detection) to usługa firmy telefonicznej, za pomocą której kilku użytkowników jednej analogowej linii telefonicznej może odbierać połączenia do kilku różnych numerów telefonów.
Firma telefoniczna przypisuje do jednej linii telefonicznej kilka różnych numerów telefonicznych. Połączenia przychodzące na tę linię w zależności od tego, który numer telefonu zostanie wybrany powodują różne sygnały dzwonienia różniące się przykładowo czasami trwania dzwonka. Urządzenia u abonenta potrafiące obsłużyć DRPD rozpoznają na tej podstawie, na które z nich wysyłane jest połączenie i obsługują je odpowiednio.
Usługa ta bywa stosowana gdy na przykład kilka osób dzieli tę samą linię telefoniczną i każda z nich ma swój oddzielny numer telefonu. Kiedy dzwoni telefon to dzwoni on tylko u tej osoby, do której skierowane jest połączenie a nie u wszystkich. Dzięki tej usłudze można również mieć zainstalowane na jednej linii telefon i fax mające różne numery telefoniczne i w zależności od tego, na który numer przychodzi połączenie, włącza się odpowiednie urządzenie.
Wadami tego rozwiązania są konieczność wyposażenia centrali telefonicznej oraz urządzeń telefonicznych odbiorcy w obsługę usługi DRPD oraz niemożność prowadzenia więcej niż jednej rozmowy jednocześnie.